# Mykal Riley
Mykal Reginald Riley (Pine Bluff, 14 luglio 1985) è un cestista statunitense.

## Palmarès
- Campionato francese: 1

Le Mans: 2017-18
- Coppa di Francia: 1

Nanterre 92: 2016-17
- Match des Champions: 1

JSF Nanterre: 2014
- EuroChallenge: 1

JSF Nanterre: 2014-15
- FIBA Europe Cup: 1

Nanterre 92: 2016-17